# Arrondissement di Sedan
L'arrondissement di Sedan è un arrondissement dipartimentale della Francia situato nel dipartimento delle Ardenne, nella regione Grand Est.

## Storia
Fu creato nel 1800 sulla base dei preesistenti distretti. Soppresso nel 1926, fu ricostituito nel 1942.

## Composizione
L'arrondissement è composto da 79 comuni raggruppati in 6 cantoni:
- cantone di Carignan
- cantone di Mouzon
- cantone di Raucourt-et-Flaba
- cantone di Sedan-Est
- cantone di Sedan-Nord
- cantone di Sedan-Ovest